# Mirjam Tola
Mirjam Tola (* 1972 in Tirana) ist eine albanische Opernsängerin (Sopran) und Gesangspädagogin.

## Leben
Mirjam Tola studierte ab 1991 Gesang an der Akademie der Künste Tirana bei Suzana Frasheri und erlangte dort 1994 ihr Diplom mit Auszeichnung. In Tirana hatte sie ihr Operndebüt in der weiblichen Titelrolle in Bastien und Bastienne. Ab 1997 studierte sie am Salzburger Mozarteum bei Boris Bakow. Sie war Finalistin bei mehreren internationalen Gesangswettbewerben, so beim Verdi-Wettbewerb in Busseto, beim Puccini-Wettbewerb Licia Albanese in New York und 2001 beim Zachary-Wettbewerb in Los Angeles. An der Wiener Staatsoper wurde sie im Rahmen der Verleihung der Eberhard-Wächter-Medaillen mit einem Förderpreis ausgezeichnet.
Von 2004 bis 2006 war Tola an der Oper Ljubljana engagiert. Gastspiele führten sie an die Berliner Staatsoper, ab 2007 an das Teatro Verdi in Triest und das Kleine Festspielhaus Salzburg 2008 gab Tola ihr Hamburger Debüt in ihrer Paraderolle, der Titelrolle in Tosca, von 2010 bis 2012 war sie als Ensemblemitglied an der Hamburgischen Staatsoper engagiert und wirkte dort anschließend weiterhin als Gast. Weitere Engagements führten sie an das Staatstheater Meiningen, die Oper Wuppertal, das Staatstheater Kassel, das Essener Aalto-Theater, das Teatro Grande in Brescia, am Teatro Ponchielli in Cremona, an das Teatro Fraschini in Pavia und in die Arena von Verona.
Tola arbeitete mit Dirigenten zusammen wie zum Beispiel Anton Guadagno, Nello Santi, Simone Young, Karen Kamensek, Massimo Zanetti, Will Humburg, Peter Schneider, Markus Poschner und Matthias Foremny.
Zudem konzertierte sie unter anderem in der New Yorker Carnegie Hall und im Lincoln-Center. Ihr Konzert-Repertoire umfasst beispielsweise die Sopran-Partien in Beethovens 9. Sinfonie und in geistlichen Werken wie Verdis Messa da Requiem, Mozarts Krönungsmesse und Schuberts Lazarus.
Tola wirkt auch als Jury-Mitglied, so zum Beispiel beim albanischen Klassikwettbewerb Virtuozet im Jahr 2018.

## Repertoire (Auswahl)
- Puccini: Titelrolle in Tosca, Titelrolle in Suor Angelica, Mimi und Musetta in La Bohème, Cio-Cio-San in Madama Butterfly,[13] Liù in Turandot[14]
- Bellini: Adalgisa in Norma
- Leoncavallo: Nedda in Pagliacci
- Rossini: Zaida in Il turco in Italia
- Verdi: Desdemona in Otello, Elisabeth in Don Carlos, Leonora und Ines[11] in Il trovatore, Amelia in Un ballo in maschera, Dame der Lady Macbeth in Macbeth[15]
- Mozart: Gräfin Almaviva in Le nozze di Figaro,[8] Fiordiligi in Cosi fan tutte, Bastienne in Bastien und Bastienne
- Tschaikowski: Tatjana in Eugen Onegin[9]
- Bizet: Micaela in Carmen
- Giordano: Maddalena in Andrea Chénier
- Prokofjew: Fata Morgana in Die Liebe zu den drei Orangen
- Brecht/Weill: Anna in Die sieben Todsünden[2][3]